# Baidian, Jiangsu
Baidian är en köping i Kina. Den ligger i provinsen Jiangsu, i den östra delen av landet, omkring 150 kilometer nordost om provinshuvudstaden Nanjing. Antalet invånare är 26 955. Befolkningen består av 14 132 kvinnor och 12 823 män. Barn under 15 år utgör 9,0 %, vuxna 15-64 år 71 %, och äldre över 65 år 19,0 %.
Runt Baidian är det tätbefolkat, med 762 invånare per kvadratkilometer. Närmaste större samhälle är Dainan, 13,0 km väster om Baidian. Trakten runt Baidian består till största delen av jordbruksmark.
Genomsnittlig årsnederbörd är 1 148 millimeter. Den regnigaste månaden är juli, med i genomsnitt 241 mm nederbörd, och den torraste är januari, med 30 mm nederbörd.